# Distretto di Liugui
Il distretto di Liugui (六龜區S, Liòuguei Cyu / Liùguī QūP) è un distretto della municipalità di Kaohsiung, situata a Taiwan.